# Frank Reich
Frank Michael Reich junior (* 4. Dezember 1961 in Freeport, New York) ist ein US-amerikanischer American-Football-Trainer und ehemaliger Quarterback. Von 2018 bis 2022 war Reich Head Coach der Indianapolis Colts in der NFL, zuletzt war er Cheftrainer der Carolina Panthers. Vorher war er als Assistenztrainer bei mehreren anderen Teams aktiv, so gewann er mit den Philadelphia Eagles den Super Bowl.

## Karriere

### Karriere als Spieler
Nach seinem Highschoolabschluss begann Reich für die University of Maryland als Quarterback zu spielen. Dort war er zunächst Backup für Boomer Esiason. Später wurde er auch Starter und nahm auch an mehreren Bowl Spielen teil.
1985 wurde Reich im NFL Draft an 57. Stelle von den Buffalo Bills ausgewählt. Dort war Reich auch hauptsächlich Backup, diesmal hinter Jim Kelly. In den folgenden neun Jahren bei den Bills kam Reich in insgesamt 106 Spielen zum Einsatz, darunter  Super Bowl XXVII, startete allerdings nur in 10 Spielen. 1995 wechselte er deswegen zu den Carolina Panthers, die als Expansionsteam in ihre erste Saison gingen. So warf er den ersten Touchdownpass in der Geschichte der Panthers. Nach 3 Spielen wurde er wieder nur Backup, diesmal hinter Kerry Collins. Deswegen wechselte er nach nur einem Jahr zu den New York Jets, wo er allerdings auch nur ein Jahr blieb. Nach zwei weiteren Jahren bei den Detroit Lions beendete Reich 1998 seine aktive Karriere. Insgesamt kam er nie über die Rolle als Backup-Quarterback heraus. Er hatte 132 Einsätze, startete davon allerdings nur in 22 Spielen.

### Karriere als Trainer
Reichs Arbeit als Trainer begann 2006, als er Coaching Intern bei den Indianapolis Colts wurde. Ab 2008 wurde er fest in das Trainerteam als Assistenztrainer integriert. 2011 wurde er jedoch als Teil des Trainerteams unter Head Coach Jim Caldwell entlassen. 2012 war er ein Jahr Trainer der Wide Receiver bei den Arizona Cardinals, ehe er 2013 Trainer der Quarterbacks bei den San Diego Chargers wurde. Dort wurde er unter Cheftrainer Mike McCoy 2013 zum Offensive Coordinator befördert, wurde nach nur zwei Saisons allerdings wieder gefeuert. Daraufhin wurde Reich 2016 Offensive Coordinator der Philadelphia Eagles unter Cheftrainer Doug Pederson. In seinem zweiten Jahr konnte er mit den Eagles den Super Bowl gewinnen.
Daraufhin wurde Reich am 11. Februar 2018 zum neuen Head Coach der Indianapolis Colts ernannt. In seiner ersten Saison konnten die Colts direkt die Playoffs erreichen, nachdem neun der letzten 10 Spiele gewonnen wurden. Dort scheiterten sie jedoch in der Divisional Round an den Kansas City Chiefs. In seiner zweiten Saison konnten die Colts die Playoffs nicht erreichten, am Ende gewannen sie nur 7 Spiele bei 9 Niederlagen. Die Zeit von Reich bei den Colts war von jährlichen Wechseln auf der Quarterback-Position geprägt, nach dem Rücktritt des langjährigen Starters Andrew Luck vor Beginn der Saison 2019 spielte man 2019 mit Jacoby Brissett, 2020 mit Philip Rivers, 2021 mit Carson Wentz und 2022 mit Matt Ryan. Lediglich 2020 gelang dabei der Einzug in die Play-offs, wobei man allerdings in der ersten Runde ausschied. Die beiden folgenden Spielzeiten verliefen noch weniger erfolgreich, 2021 verpasste man am letzten Spieltag die Play-offs, 2022 wurde Starting-Quarterback Ryan nach nur sieben Spieltagen auf die Bank versetzt. Am 7. November 2022 wurde Reich von den Colts entlassen, nachdem die Colts mit einer Bilanz von 3–5–1 in die Saison gestartet waren. In seiner Zeit als Head Coach in Indianapolis verzeichnete er 40 Siege, 33 Niederlagen und ein Unentschieden.
Am 26. Januar 2023 nahmen die Carolina Panthers Reich als neuen Head Coach unter Vertrag. Mit einem Saisonverlauf von 1:10 wurde er am 27. November 2023 von seinem Posten entlassen.